# Babum
Babum va ser el cinquè rei de la primera dinastia de Kish, a Sumer, segons esmenta la llista de reis sumeris.
Aquesta llista li assigna al seu regnat una durada mítica de 300 anys.